# 卢氏蜂蜜
卢氏蜂蜜是中华人民共和国河南省三门峡市卢氏县的地方特产，分为杂花蜜和槐花蜜，具有甜而不腻、不易结晶等特点。早在20世纪90年代，卢氏蜂蜜的年产量就已经突破30万公斤，并作为一种高档食品出口到日本、西德、美国和一些东南亚国家。

## 现状

### 2020年
2020年，卢氏蜂蜜产量稳定在500吨以上，年产值达3000万元。同年，卢氏蜂蜜顺利通过中国国家知识产权局商标局审查，正式获批地理标志证明商标，这是卢氏县获批的第三件地理标志证明商标。